# Comité Olímpico Nacional de Palaos
El Comité Olímpico Nacional de Palaos (en inglés: Palau National Olympic Committee) es el Comité olímpico nacional de Palaos (PLW), perteneciente al Comité Olímpico Internacional y a los Comités Olímpicos Nacionales de Oceanía.

## Historia
Fue creado en 1999 con el fin de desarrollar el deporte en Palaos y de la preparación de los atletas individuales en el programa de Juegos Olímpicos, en los cuales el país participa desde la edición de Sídney 2000.